# Krasnyj Chołm
Krasnyj Chołm (ros. Кра́сный Холм) – miasto położone w zachodniej Rosji na terenie obwodu twerskiego, centrum administracyjne rejonu krasnochołmskiego, 175 km od Tweru.

## Historia
Osada powstała w roku 1518 i należała do Monastyru Antoniewskiego św. Mikołaja aż do czasu sekularyzacji w 1764. W 1776 miasto otrzymało prawa miejskie i obecną nazwę. W 1899 dotarła tam linia kolejowa łącząca Sankt Petersburg z Rybińskiem przyśpieszając rozwój miasta.
Kilka kilometrów od miasta nad rzeką Mołogą znajdują się ruiny Monastyru, którego sobór ufundował w 1481 Andrzej Wielki, trzeci syn księcia Wasyla II Ślepego. Konsekrowany w 1493, przebudowany przy wykorzystaniu wapienia 50 lat później. Pozbawiony opieki obiekt obecnie niszczeje, zniszczony przez bolszewików.